# Marcelo Cascabelo
Marcelo Cascabelo, född 6 februari 1964, är en argentinsk friidrottare. Han deltog vid olympiska sommarspelen 1992.